# Hans Beyeler
Johann Friedrich Albin «Hans» (oder «Hanns») Beyeler (* 17. Januar 1894 in Bern; † 11. Mai 1968 ebenda) war ein Schweizer Fussballspieler und Architekt.

## Karriere als Sportler
Hans Beyeler war Fussballspieler beim FC Bern sowie den BSC Young Boys, mit denen er 1920 Schweizer Meister wurde. Des Weiteren war er während seines Gastsemesters in Stuttgart bei den Stuttgarter Kickers aktiv. Zudem absolvierte er zwei A-Länderspiele für die Schweizer Nationalmannschaft (9. Mai 1918 gegen Österreich und 12. Mai 1918 gegen Ungarn). Darüber hinaus war er auch als Leichtathlet aktiv. Er wurde 1918 Schweizer Meister über 3000 m bei der ersten Schweizerischen Eisschnelllauf-Meisterschaft.

## Karriere als Architekt
Nach seiner Schulzeit absolvierte Beyeler eine Lehre als Hochbauzeichner beim Architekturbüro Nigst & Padel. 1914 erwarb er sein Architektendiplom am Technikum Burgdorf, ehe er 1918 für zwei Gastsemester an der Technischen Hochschulen in Stuttgart absolvierte. Diese Zeit war prägend für seine Architekturauffassung. Es folgte eine traditionalistische Annäherung an das Neue Bauen der 1920er-Jahre. Im Jahr 1924 gründete er mit Rudolf von Sinner eine Bürogemeinschaft in der Marktgasse 37 in Bern, wo die beiden bis zu 14 Angestellte beschäftigten. Beyeler spezialisierte sich auf den Bau von Sportstätten. Er entwarf unter anderem das Ka-We-De, das Turnerstadion im Berner Quartier Wankdorffeld sowie den alten St. Jakob-Park.

## Familie
Hans Beyeler ist der Sohn von Anna Beyeler-von Hoven, deren Familie aus Norddeutschland stammte, und dem Ingenieur Albin Beyeler. Er heiratete Irma Gugger.